# Caldas da Rainha
Caldas da Rainha ist eine portugiesische Stadt in der Unterregion Oeste der Region Centro liegt und zur historischen Provinz Estremadura gehört.
Die im Alltag oft nur Caldas genannte Stadt ist für ihre Thermalbäder und für ihre Keramik bekannt. Die landesweit verbreitete Keramikfigur des Zé Povinho stammt von hier. Seit 2019 trägt die Stadt für ihre Keramiktraditionen die UNESCO-Auszeichnung City of Crafts & Folk Art, als zweite portugiesische Stadt (nach Barcelos 2017).

## Geschichte

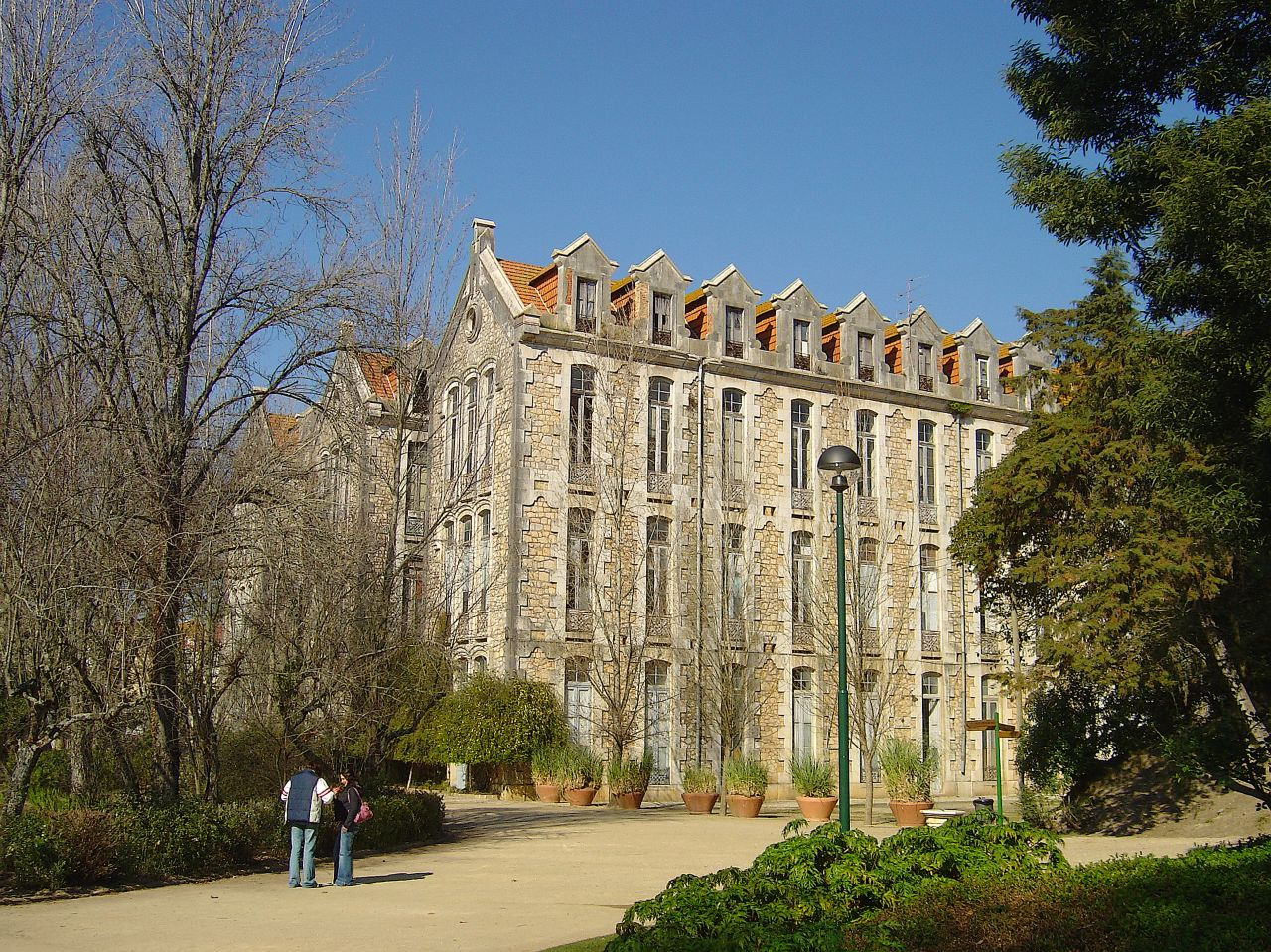
Historisches Gebäude des Thermalbades im Park von Caldas da Rainha

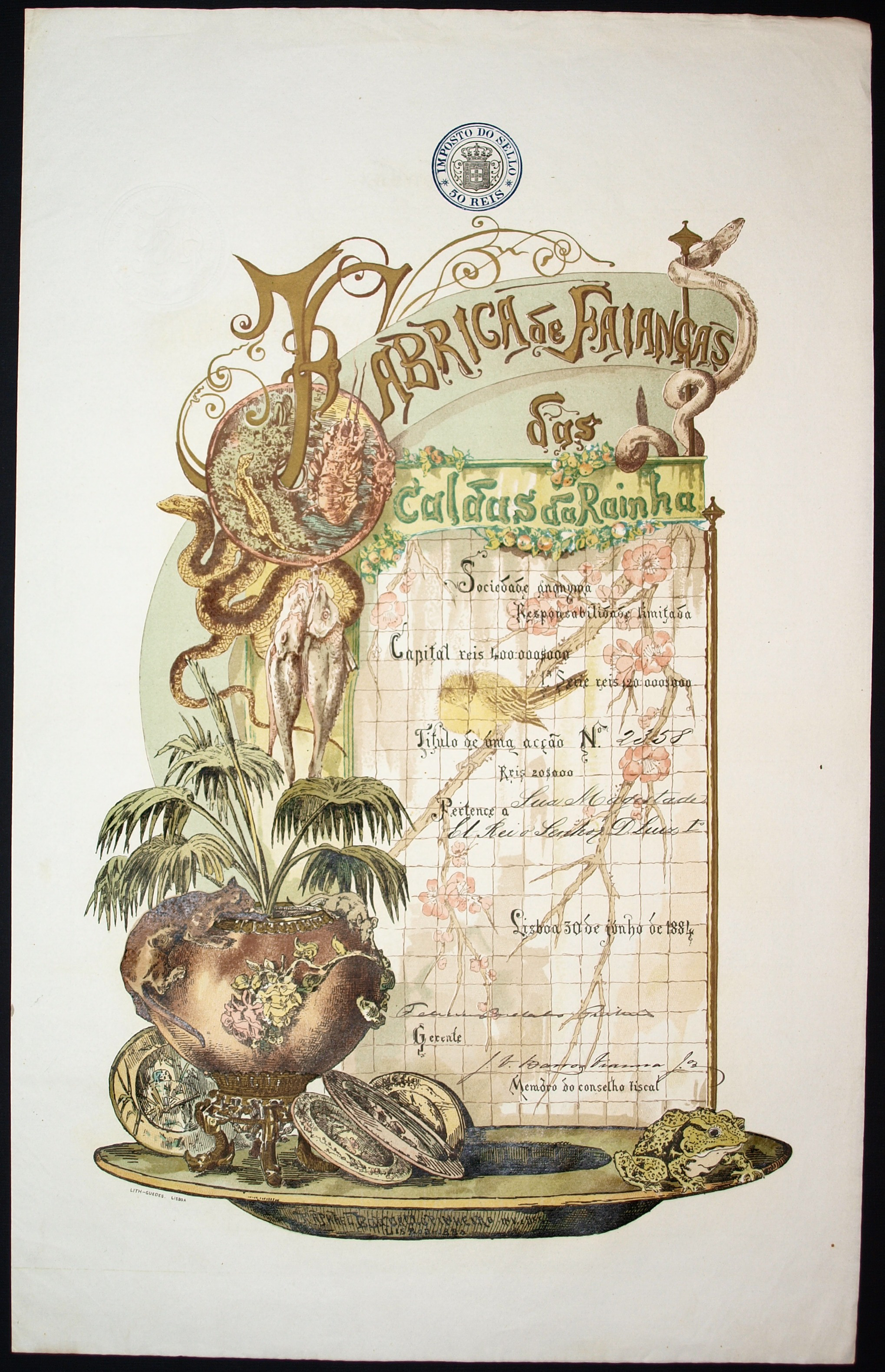
Aktie der Fábrica de Faianças das Caldas da Rainha vom 30. Juni 1884

Königin D.Leonor soll 1484, von Óbidos kommend, sich auf Anraten der lokalen Bevölkerung in den übelriechenden warmen Heilquellen gebadet haben. Von der Heilkraft der Wasser fortan überzeugt, verkaufte sie persönlichen Schmuck und einigen Landbesitz, um 1503 hier ein Hospital zu errichten. Drumherum entstand der heutige Ort, der seinen Namen dieser Entstehungsgeschichte verdankt. (Caldas da Rainha, port. für: Thermalbäder der Königin). Die königliche Familie nutzte das Thermalbad danach sehr häufig, und der Ort nahm einigen Aufschwung. 1511 erhob König D.Manuel I. Caldas da Rainha zur (Vila) (Kleinstadt mit Verwaltungsrechten).
1821 wurde der Ort Sitz eines eigenständigen Kreises. Im weiteren Verlauf des 19. Jahrhunderts wurden die Thermalquellen ein zunehmend beliebtes Ziel der zu Wohlstand kommenden Bürgerfamilien. Zudem begünstigten die hiesigen Tonvorkommen die Ansiedlung von Keramikfabriken. Zu nennen sind hier insbesondere die Kreationen von Rafael Bordalo Pinheiro in der Fábrica de Faianças das Caldas da Rainha zwischen 1884 und 1907. Mit der zunehmenden Ansiedlung von Industriebetrieben wuchs auch die Einwohnerzahl. Caldas da Rainha wurde 1927 zur Stadt (Cidade) erhoben.

## Kultur und Sehenswürdigkeiten

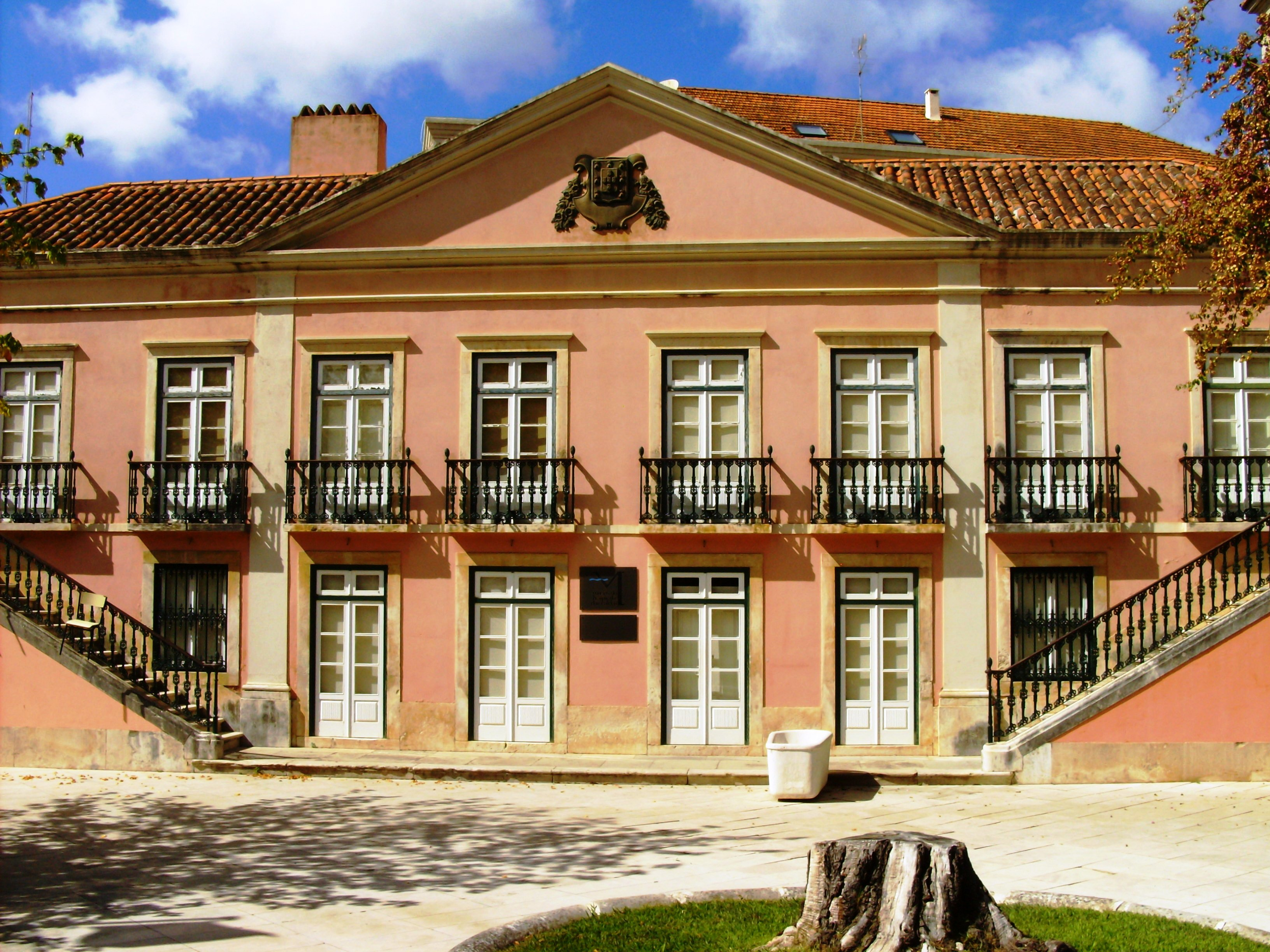
Das Museu Hospital Termal

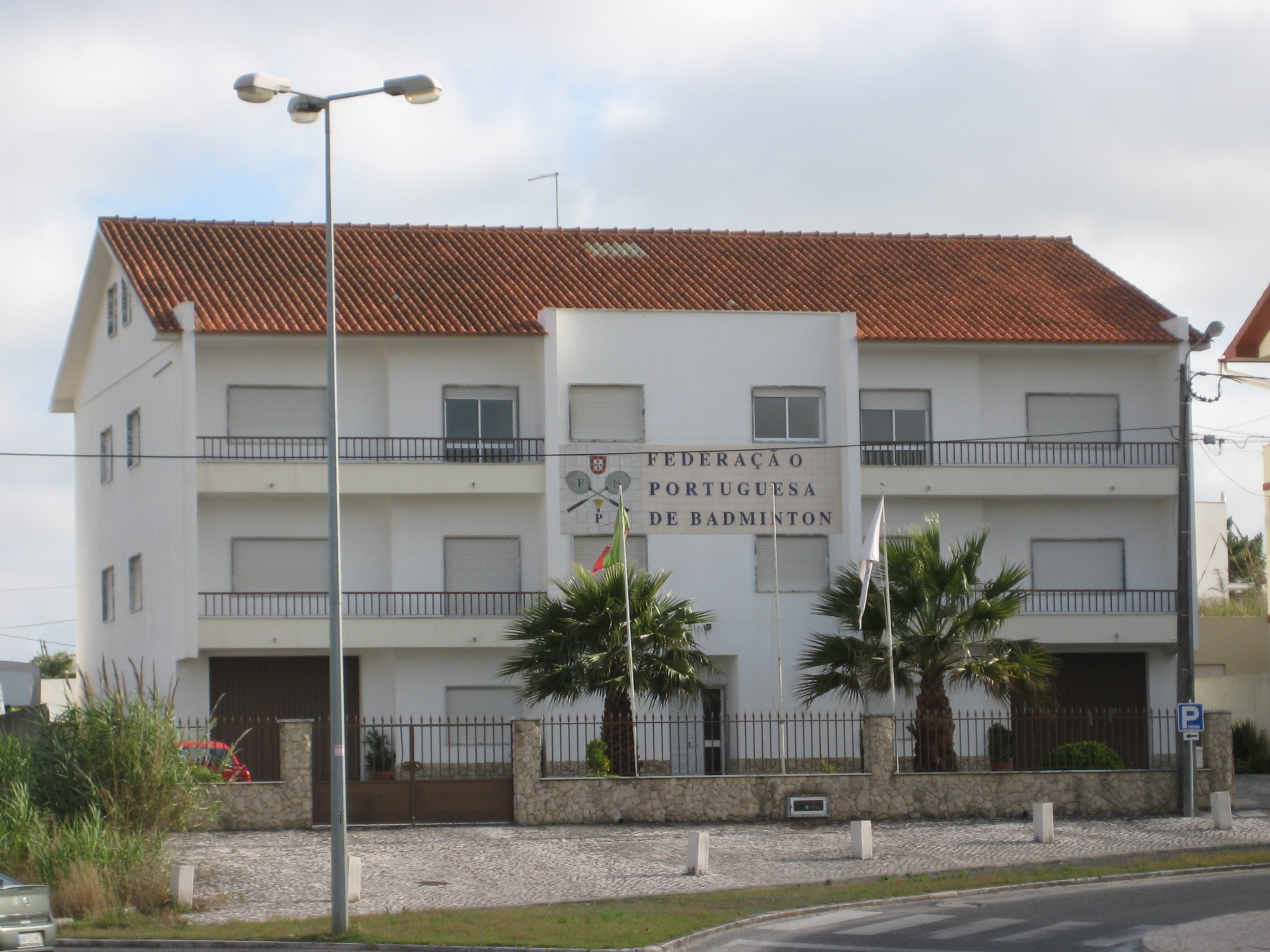
Der Hauptsitz des portugiesischen Badmintonverbandes in Caldas da Rainha

Neben dem Thermalbad, den Stränden (etwa in Foz do Arelho), und dem Stadtwald Mata Rainha D. Leonor, auch Mata da Rainha (dt.: Wald der Königin) genannt, sind auch die vielen Jugendstilfassaden der Stadt Ziel für Besucher. Caldas da Rainha gehört dennoch nicht zu den touristisch stark frequentierten Orten, auch wenn der Fremdenverkehr an Bedeutung gewonnen hat. Die Stierkampfarena, einige Herrenhäuser und Bürgerhäuser, der tägliche Markt auf der zentralen Praça da República, und einige Sakralbauten sind weitere Anziehungspunkte.
Zu den Museen der Stadt zählen einige Kunstmuseen, teils ehemaliger Söhne der Stadt, so das Museu José Malhoa. Zu nennen sind zudem das 1985 eröffnete Atelier-Museu António Duarte, das Atelier-Museu João Fragoso von 1994, und das 2004 von Staatspräsident Jorge Sampaio eingeweihte Museu Barata Feyo. Diese und weitere, teils als Freilicht-Ausstellungen funktionierende Einrichtungen, sind in das Centro de Artes eingegliedert, einem als Museumspark oder Kunstviertel konzipiertem Komplex. Dazu verfügt die Stadt seit 2006 mit dem Centro Cultural e de Congressos de Caldas da Rainha über ein modernes Kultur- und Kongresszentrum. Seit 1997 veranstalten die Studenten der Kunst- und Designhochschule Escola Superior de Artes e Design das Caldas da Rainha, die zur Fachhochschule Instituto Politécnico de Leiria gehört, die Caldas Late Night, bei der verschiedenste Ausstellungen und Veranstaltungen in den Straßen der Stadt stattfinden.
Weitere bekannte Museen sind das Fahrradmuseum Museu do Ciclismo, das Museu Hospital Termal, und das am Stadtpark Dom Carlos gelegene Keramikmuseum Museu da Cerâmica, indem u. a. eine Sammlung Azulejos des 16. Jahrhunderts und Jugendstilkeramik zu sehen sind.

## Sport
Die Stadt ist ein Schwerpunkt des Badmintons in Portugal. So hat hier der portugiesische Badmintonverband Federação Portuguesa de Badminton seinen Sitz, und das portugiesische Leistungszentrum (Centro de Alto Rendimento, CAR) für Badminton liegt hier. Eine Vielzahl nationale und internationale Wettbewerbe fanden und finden hier statt, etwa die Portugiesische Badmintonmeisterschaft 2013, der Helvetia-Cup 2003, die Portugal International 2013, oder auch das letzte Turnier des Plume d’Or 1994 und vom 21.–28. September 2014 die Europameisterschaften der Senioren.
Die erste Profifußball-Herrenmannschaft des 1916 gegründeten Fußball- und Futsal-Vereins Caldas SC spielte zwischenzeitlich in der Zweiten Portugiesischen Liga. In der Saison 2013/14 tritt sie in der Série F der dritten Liga an, dem Campeonato Nacional de Seniores. Ihre Heimspiele trägt sie im 13.000 Zuschauer fassenden Campo da Mata aus.
Vom 24. bis zum 27. Oktober fanden hier die Jugend-Orientierungslauf-Europameisterschaften 2013 statt.

## Verwaltung

### Kreis
Caldas da Rainha ist Sitz eines gleichnamigen Kreises (Concelho) im Distrikt Leiria. Am 19. April 2021 hatte der Kreis 50.910 Einwohner auf einer Fläche von 255,7 km².
Die Nachbarkreise sind (im Uhrzeigersinn im Norden beginnend): Alcobaça, Rio Maior, Cadaval, Bombarral, Óbidos sowie der Atlantische Ozean.

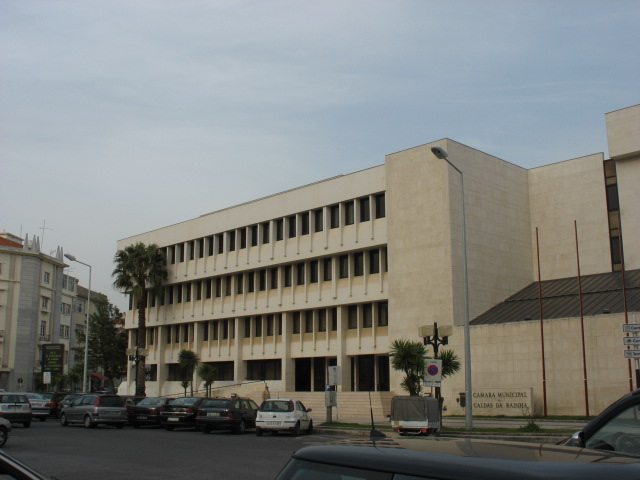
Die Stadtverwaltung (Câmara Municipal) von Caldas da Rainha

Bereits im Vorfeld der Gebietsreform im September 2013 wurden mehrere Gemeinden zu neuen Stadtgemeinden zusammengefasst, bevor im Zuge der Gebietsreform dann zwei weitere Kreisgemeinden zusammengefasst wurden. Die Zahl verringerte sich damit von zuvor 16 auf zwölf Gemeinden im Kreis.
Die folgenden Gemeinden (Freguesias) liegen im Kreis Caldas da Rainha:

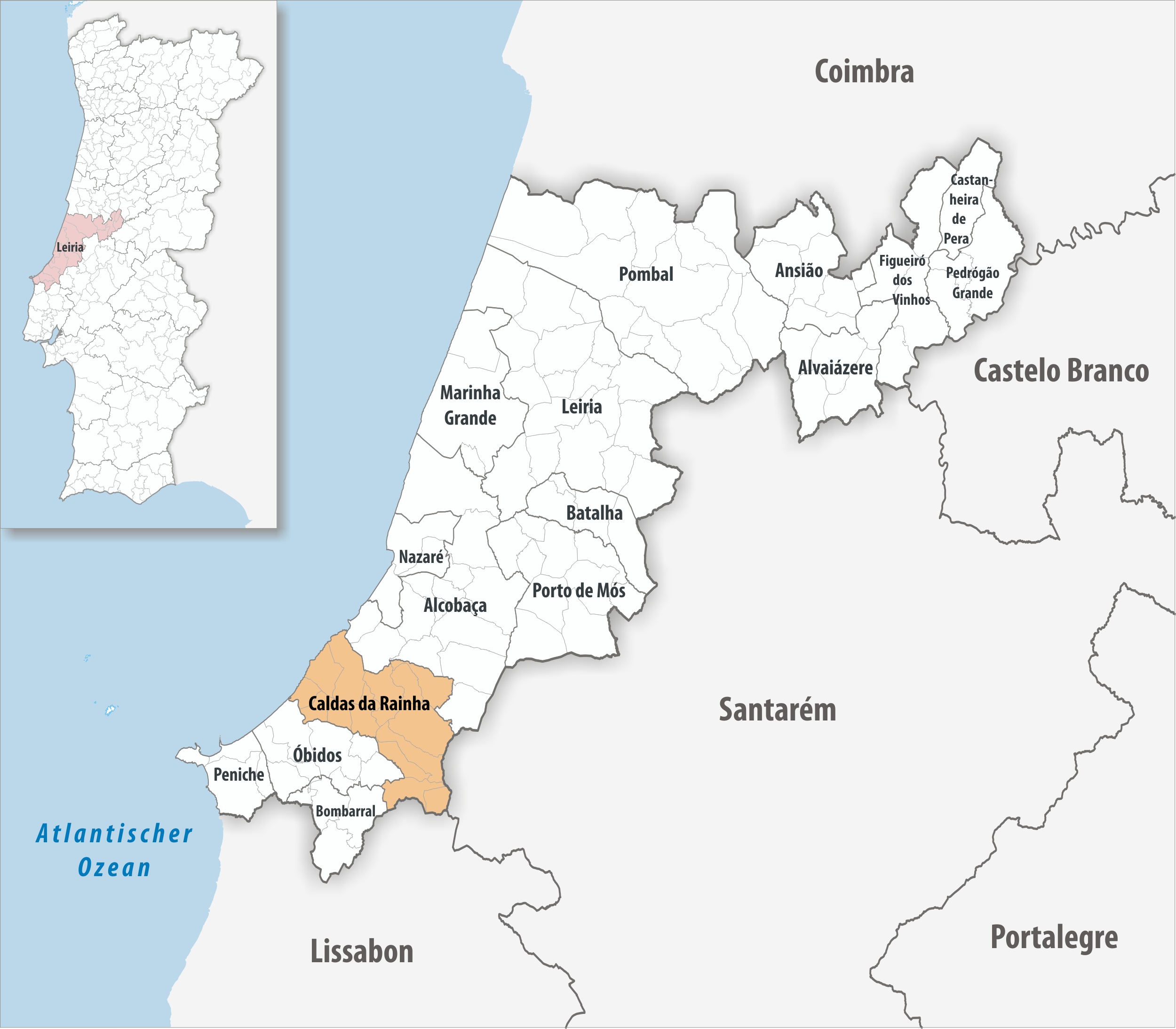
Kreis Caldas da Rainha

| Gemeinde                                                        | Einwohner (2021) | Fläche km² | Dichte Einw./km² | LAU- Code |
| --------------------------------------------------------------- | ---------------- | ---------- | ---------------- | --------- |
| A dos Francos                                                   | 1.632            | 18,93      | 86               | 100601    |
| Alvorninha                                                      | 2.646            | 37,60      | 70               | 100602    |
| Caldas da Rainha — Nossa Senhora do Pópulo, Coto e São Gregório | 18.540           | 31,69      | 585              | 100617    |
| Caldas da Rainha — Santo Onofre e Serra do Bouro                | 11.902           | 27,51      | 433              | 100618    |
| Carvalhal Benfeito                                              | 1.141            | 13,95      | 82               | 100604    |
| Foz do Arelho                                                   | 1.400            | 9,62       | 145              | 100606    |
| Landal                                                          | 938              | 10,21      | 92               | 100607    |
| Nadadouro                                                       | 1.962            | 10,60      | 185              | 100608    |
| Salir de Matos                                                  | 2.583            | 24,59      | 105              | 100609    |
| Santa Catarina                                                  | 2.692            | 19,98      | 135              | 100611    |
| União das Freguesias de Tornada e Salir do Porto                | 4.434            | 29,53      | 150              | 100619    |
| Vidais                                                          | 1.040            | 21,48      | 48               | 100615    |
| Kreis Caldas da Rainha                                          | 50.910           | 255,69     | 199              | 1006      |

### Bevölkerungsentwicklung
| Einwohnerzahl im Kreis Caldas da Rainha (1801–2011) | Einwohnerzahl im Kreis Caldas da Rainha (1801–2011) | Einwohnerzahl im Kreis Caldas da Rainha (1801–2011) | Einwohnerzahl im Kreis Caldas da Rainha (1801–2011) | Einwohnerzahl im Kreis Caldas da Rainha (1801–2011) | Einwohnerzahl im Kreis Caldas da Rainha (1801–2011) | Einwohnerzahl im Kreis Caldas da Rainha (1801–2011) | Einwohnerzahl im Kreis Caldas da Rainha (1801–2011) | Einwohnerzahl im Kreis Caldas da Rainha (1801–2011) |
| --------------------------------------------------- | --------------------------------------------------- | --------------------------------------------------- | --------------------------------------------------- | --------------------------------------------------- | --------------------------------------------------- | --------------------------------------------------- | --------------------------------------------------- | --------------------------------------------------- |
| 1801                                                | 1849                                                | 1900                                                | 1930                                                | 1960                                                | 1981                                                | 1991                                                | 2001                                                | 2011                                                |
| 1470                                                | 8486                                                | 20.971                                              | 29.207                                              | 37.430                                              | 41.018                                              | 43.205                                              | 48.846                                              | 51.729                                              |

### Kommunaler Feiertag
- 15. Mai

### Städtepartnerschaften
- Brasilien: Poços de Caldas (seit 2001)
- Angola: Huambo (seit 2007)
- Vereinigte Staaten: Perth Amboy
- Spanien: Badajoz
- Frankreich: Le Raincy
- Portugal: Figueiró dos Vinhos[9]

## Verkehr

### Fernverkehr
Der Bahnhof von Caldas da Rainha liegt an der Eisenbahnstrecke Linha do Oeste. Die Stadt verfügt über mehrere Anschlussstellen zur Autobahn A8.
Die Stadt ist in das landesweite Busnetz der Rede Expressos eingebunden.

### Nahverkehr
Wochentags von 7:30 bis 19:30, am Samstag von 8:00 bis 13:30, zirkulieren etwa im Viertelstundentakt die Minibusse der städtischen TOMA-Buslinien. Es existieren drei farblich unterschiedene Linien (azul/blau, verde/grün und laranja/orange), eine Fahrt kostet 1,10 Euro, auch verschiedene Abonnements, Mehrfachtickets und Zeitkarten sind erhältlich. Das Projekt soll später weiter ausgebaut werden und zielt auf eine stärkere Entlastung und Beruhigung der Innenstadt durch Öffentlichen Personennahverkehr.
Weitere regionale Busverbindungen bietet u. a. die private Rodoviária do Tejo-Verkehrsgesellschaft an.
Seit 2009 existiert in der Stadt das Fahrradverleihsystem Rainhas Bike Sharing mit aktuell (Sommer 2013) 16 Stationen zur Leihe und Rückgabe.

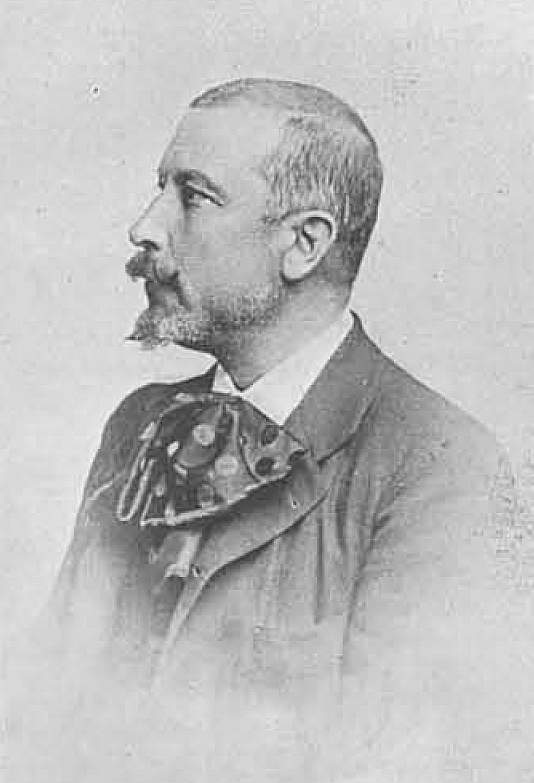
José Malhoa (Foto von 1889)

## Söhne und Töchter der Stadt
- José Malhoa (1855–1933), Maler
- Raul Proença (1884–1941), Bibliothekar, Schriftsteller, Journalist und Intellektueller
- Mario Saa (1893–1971), Schriftsteller, Lyriker und exzentrischer Literat
- António Montês (1896–1967), Schriftsteller und Journalist
- António Duarte (1912–1998), Bildhauer
- João Fragoso (1913–2000), Bildhauer
- Cremilda Gil (* 1927), Schauspielerin
- José da Cruz Policarpo (1936–2014), Kardinal, Patriarch von Lissabon
- Armando Correia (1936–2008), Keramikkünstler
- Adriana de Barros (* 1976), kanadische Illustratorin, Webdesignerin und Lyrikerin
- João Nuno da Silva Cardoso Lucas (* 1979), Fußballspieler
- Ana Sofia Reboleira (* 1980), Biologin und Speläologin
- Ricardo António da Silva Ferreira (* 1982), Strandfußballspieler
- Gomo, Popmusiker
- António Nobre (* 1988), Fußballschiedsrichter
- Mário Vieira (* 1988), Fußballspieler
- Gastão Elias (* 1990), Tennisspieler
- António Morgado (* 1995), Radrennfahrer
- Frederico Ferreira Silva (* 1995), Tennisspieler
- João Almeida (* 1998), Radrennfahrer